# Scaphispatha
Scaphispatha es un género de plantas con flores de la familia Araceae. Esoriginario de Bolivia hasta Brasil.
Contiene dos especies. El género se creía que era monotípico hasta 2003, cuando una nueva especie, S. robusta fue descubierta por Eduardo Gomes Gonçalves en el norte de Brasil.

## Taxonomía
El género fue descrito por Brongn. ex Schott y publicado en Prodr. Syst. Aroid. 214. 1860. La especie tipo es: Scaphispatha gracilis Brongn. ex Schott

## Especies
- Scaphispatha gracilis Brongn. ex Schott, Prodr. Syst. Aroid.: 214 (1860).
- Scaphispatha robusta E.G.Gonç., Rodriguésia 56: 56 (2005).